# Convolvulus pseudocompactus
Convolvulus pseudocompactus är en vindeväxtart som beskrevs av Aykurt, Sümbül. Convolvulus pseudocompactus ingår i släktet vindor, och familjen vindeväxter. Inga underarter finns listade i Catalogue of Life.